# جيرالد باتلر
جيرالد باتلر (بالإنجليزية: Gerald Butler)‏ هو لاعب كرة قدم أمريكية أمريكي، ولد في 5 يونيو 1954 في نيو أورلينز في الولايات المتحدة.